# EMA 2009
EMA 2009 je potekala 31. januarja (predizbor) in 1. februarja 2009 (finalni izbor) v Ljubljani v studiu 1 RTV Slovenija. Prireditev sta vodila Maja Martina Merljak in Peter Poles.
Izbor je potekal dva večera – prirejeno je bilo predtekmovanje in finalni izbor. V polfinalnem večeru je nastopilo 14 skladb in izmed njih se je najboljših osem uvrstilo v finalni izbor, kjer so tekmovale s skladbami šestih povabljenih avtorjev.
V polfinalnem večeru in v finalnem izboru je glasovalo občinstvo preko stacionarnih telefonov in mobilnikov ter strokovna komisija.
Zmagala je skupina Quartissimo (s pevko Martino Majerle) s pesmijo Love Symphony.

## Povabljeni avtorji
Prvič po letu 1997 so na Emo povabili avtorje, ki so se s svojimi skladbami neposredno uvrstili v finale. Avtorji skladb so izvajalca izbirali sami.
| Avtor           | Izvajalec           | Pesem                     | Besedilo            | Aranžma                           |
| --------------- | ------------------- | ------------------------- | ------------------- | --------------------------------- |
| Jan Plestenjak  | Alya in Rudi        | Zadnji dan                | Jan Plestenjak      | Jan Plestenjak                    |
| Matjaž Vlašič   | Langa in Manca Špik | Zaigraj muzikant          | Urša Vlašič         | Matjaž Vlašič, Boštjan Grabnar    |
| Aleš Klinar     | Samuel Lucas        | Vse bi zate dal           | Anja Rupel          | Aleš Klinar, Franci Zabukovec     |
| Omar Naber      | Omar Naber          | I still carry on          | Omar Naber          | Omar Naber, Miha Gorše, Rok Golob |
| Jože Potrebuješ | Čuki                | Mal' naprej pa mal' nazaj | Jože Potrebuješ     | Jože Potrebuješ, Marino Marčela   |
| Boštjan Grabnar | Eva Černe           | Vse                       | Damjana Kenda Hussu | Boštjan Grabnar                   |

## Pesmi, izbrane preko javnega razpisa
Strokovna izborna komisija v sestavi Darja Švajger, Jernej Vene in Mojca Menart je izmed 113 prijav, prispelih na javni razpis, izbrala 14 pesmi, ki so se predstavile na predizboru.
| #   | Izvajalec                    | Naslov pesmi     | Avtor glasbe                    | Avtor besedila                 | Avtor aranžmaja                                                |
| --- | ---------------------------- | ---------------- | ------------------------------- | ------------------------------ | -------------------------------------------------------------- |
| 1.  | Nexys                        | Vsaj za en dan   | Anton Valenčak, Ines Mohorko    | Ines Mohorko                   | Anton Valenčak                                                 |
| 2.  | Petra Slapar                 | Skrivnost        | Daniela Bervar, Žiga Pirnat     | Žiga Pirnat                    | Žiga Pirnat                                                    |
| 3.  | Lea Sirk                     | Znamenje iz sanj | Patrik Greblo                   | Damjana Kenda Hussu            | Sašo Fajon                                                     |
| 4.  | Brigita Šuler                | Druga liga       | Boštjan Groznik                 | Boštjan Groznik                | Werner Brozovič                                                |
| 5.  | Ne me jugat & Slavko Ivančić | Kaj me briga     | Mitja Kodarin                   | Mitja Kodarin                  | Gaber Radojevič                                                |
| 6.  | Gianni Rijavec               | Gloria           | Gianni Rijavec                  | Leon Oblak                     | Gianni Rijavec                                                 |
| 7.  | Aynee                        | Zdaj vem         | Simona Černetič                 | Simona Černetič                | Miha Gorše                                                     |
| 8.  | Krema                        | Ob meni si       | Janko Marinč, Peter Zajc        | Roman Milavec                  | Dejan Markič                                                   |
| 9.  | Quartissimo                  | Love Symphony    | Andrej Babić                    | Andrej Babić                   | Aleksandar Valenčić                                            |
| 10. | Tadeja Molan & RetroBeat     | Sanje            | Tadeja Molan                    | Tadeja Molan                   | RetroBeat                                                      |
| 11. | Bjonde                       | Blond Power      | Gorazd Sedmak                   | Gorazd Sedmak                  | Gaber Radojevič                                                |
| 12. | Karmen Stavec                | A si želiš       | Rafael Artesero                 | Rafael Artesero                | Gregor Bezenšek                                                |
| 13. | Nuška Drašček                | Kako lepo        | Duško Rapotec                   | Rok Terkaj                     | Ivan Popeskić                                                  |
| 14. | Mitja                        | Mission          | Aleš Berkopec, Primož Velikonja | Aleš Berkopec, Damjan Berkopec | Damjan Berkopec, Primož Velikonja, Mitja Šedlbauer, Nejc Viher |

Izbrane so bile tudi 4 rezervne skladbe, ki pa se na samo Emo niso uvrstile:
| #  | Izvajalec           | Naslov pesmi  | Avtor glasbe | Avtor besedila | Avtor aranžmaja |
| -- | ------------------- | ------------- | ------------ | -------------- | --------------- |
| 1. | Rok Kosmač          | Kriva si      | Rok Kosmač   | Rok Kosmač     | Miha Gorše      |
| 2. | Tina Gačnik - Tiana | Agent 00-la   | Bor Zuljan   | Leon Oblak     | Bor Zuljan      |
| 3. | Gašper Rifelj       | Greva do neba | Tomaž Maras  | Primož Žižek   | Tomaž Maras     |
| 4. | LaKost              | Čavčibavči    | Tadej Lah    | Tadej Lah      | Gregor Bele     |

Na razpis so se med drugimi prijavili tudi Sons (Barve), Erik Ferfolja (Tajni agent), Katja Klemenc (Pot iz sanj), Sanja Sovec (Lutka), Anita Kralj (Tvoja bom), Makaya (Hočem, da je vse kot prej), Jazz Station (Delam, kar se ne sme) in Sanja Grohar (Številka ena), a za festival niso bili izbrani (tudi kot rezerve ne).

## Polfinalni izbor
Polfinalni izbor je otvorila Alenka Gotar, zmagovalka Eme 2007. Ponovno je nastopila med telefonskim glasovanjem, za njo pa še Darja Švajger.
O finalistih so odločali gledalci preko telefonskega glasovanja (1/2) in glasovi strokovne žirije (1/2). Uporabljen je bil evrovizijski sistem točkovanja (12, 10, 8–1).
| #   | Izvajalec                    | Pesem            | Žirija | Televoting | Televoting | Skupaj | Mesto |
| #   | Izvajalec                    | Pesem            | Žirija | Št. klicev | Točke      | Skupaj | Mesto |
| --- | ---------------------------- | ---------------- | ------ | ---------- | ---------- | ------ | ----- |
| 1.  | Nexys                        | Vsaj za en dan   | 3      | 1.566      | 5          | 8      | 8.    |
| 2.  | Petra Slapar                 | Skrivnost        |        | 1.054      | 1          | 1      | 13.   |
| 3.  | Lea Sirk                     | Znamenje iz sanj | 10     | 835        |            | 10     | 5.    |
| 4.  | Brigita Šuler                | Druga liga       |        | 3.074      | 10         | 10     | 6.    |
| 5.  | Ne me jugat & Slavko Ivančić | Kaj me briga     | 5      | 2.922      | 8          | 13     | 4.    |
| 6.  | Gianni Rijavec               | Gloria           |        | 1.333      | 4          | 4      | 11.   |
| 7.  | Aynee                        | Zdaj vem         |        | 896        |            | 0      | 14.   |
| 8.  | Krema                        | Ob meni si       | 4      | 1.023      |            | 4      | 9.    |
| 9.  | Quartissimo                  | Love Symphony    | 12     | 3.372      | 12         | 24     | 1.    |
| 10. | Tadeja Molan & RetroBeat     | Sanje            | 1      | 893        |            | 1      | 12.   |
| 11. | Bjonde                       | Blond Power      | 6      | 1.312      | 3          | 9      | 7.    |
| 12. | Karmen Stavec                | A si želiš       | 7      | 2.466      | 7          | 14     | 3.    |
| 13. | Nuška Drašček                | Kako lepo        | 8      | 2.023      | 6          | 14     | 2.    |
| 14. | Mitja                        | Mission          | 2      | 1.144      | 2          | 4      | 10.   |

## Finalni izbor
Na začetku prireditve je nastopila Rebeka Dremelj s pesmijo Vrag naj vzame, s katero je zastopala Slovenijo na Pesmi Evrovizije 2008. V spremljevalnem programu je nastopila še v duetu z Natalijo Verboten, Helena Blagne je s štirimi tenorji (Blaž Gantar, Rusmir Redžić, Anže Petrač in Edvard Strah) zapela znano uspešnico Caruso, kot posebni gost pa je nastopil tudi Dima Bilan, zmagovalec Pesmi Evrovizije 2008.
O zmagovalcu so odločali gledalci preko telefonskega glasovanja (1/2) in glasovi strokovne žirije (1/2). Uporabljen je bil evrovizijski sistem točkovanja (12, 10, 8–1).
| #   | Izvajalec                    | Pesem                     | Žirija | Televoting | Televoting | Skupaj | Mesto |
| #   | Izvajalec                    | Pesem                     | Žirija | Št. glasov | Točke      | Skupaj | Mesto |
| --- | ---------------------------- | ------------------------- | ------ | ---------- | ---------- | ------ | ----- |
| 1.  | Lea Sirk                     | Znamenje iz sanj          | 5      | 1.048      |            | 5      | 9.    |
| 2.  | Čuki                         | Mal' naprej pa mal' nazaj |        | 8.411      | 10         | 10     | 7.    |
| 3.  | Quartissimo                  | Love Symphony             | 12     | 5.089      | 7          | 19     | 1.    |
| 4.  | Omar Naber                   | I Still Carry On          | 8      | 7.400      | 8          | 16     | 2.    |
| 5.  | Brigita Šuler                | Druga liga                |        | 2.301      |            | 0      | 13.   |
| 6.  | Ne me jugat & Slavko Ivančić | Kaj me briga              | 6      | 3.240      | 4          | 10     | 6.    |
| 7.  | Eva Černe                    | Vse                       | 1      | 2.996      | 2          | 3      | 11.   |
| 8.  | Karmen Stavec                | A si želiš                | 4      | 2.815      | 1          | 5      | 10.   |
| 9.  | Alya & Rudi                  | Zadnji dan                | 7      | 4.366      | 6          | 13     | 4.    |
| 10. | Bjonde                       | Blond Power               | 2      | 1.762      |            | 2      | 12.   |
| 11. | Samuel Lucas                 | Vse bi zate dal           | 10     | 3.037      | 3          | 13     | 3.    |
| 12. | Nexys                        | Vsaj za en dan            |        | 2.448      |            | 0      | 13.   |
| 13. | Langa & Manca Špik           | Zaigraj muzikant          |        | 22.294     | 12         | 12     | 5.    |
| 14. | Nuška Drašček                | Kako lepo                 | 3      | 3.551      | 5          | 8      | 8.    |